# Dawsoniinae
Dawsoniinae is een onderfamilie van kreeftachtigen uit de klasse van de Malacostraca (hogere kreeftachtigen).

## Geslacht
- Dawsonius Manning & Felder, 1991